# Roger Elliott
El general Roger Elliott (c. 1665 - Barnes, Surrey, Reino Unido, 16 de mayo de 1714)  fue uno de los primeros Gobernadores de Gibraltar. 

## Biografía
Puede que naciera en Londres, pero parece más probable que naciera en Tánger, entonces colonia del Reino de Inglaterra. Su padre, George Elliott, murió en Tánger en 1668. 
En 1680 ya pertenecía al Regimiento de infantería de Tánger, creado en 1661 como guarnición para defender la recién adquirida ciudad de Tánger. Allí resultó herido en las acciones contra pobladores locales. Al año siguiente fue separado del servicio por un incidente de duelo, pero fue readmitido en 1683, progresando desde primer teniente en 1687 hasta teniente coronel en 1689. Participó en diversas acciones militares en Inglaterra, en Bélgica y en Baviera, dentro de la Guerra de sucesión española, resultando herido en más de una ocasión.
En 1704 creó su propio Regimiento de infantería del Coronel Elliott, que en marzo de 1705 embarcó hacia España para servir en Gibraltar, que fue declarado puerto libre en 1706. En enero de 1707 fue promovido a General de brigada y más tarde, el mismo año, a Teniente Gobernador de Gibraltar y el 24 de diciembre de 1707 fue nombrado Gobernador de Gibraltar. 
El 1 de enero de 1710 ascendió a Mayor general y el 24 de enero de 1711 traspasó el cargo de gobernador a su sucesor, Thomas Stanwix. Finalmente, el 18 de junio de 1711 abandonó Gibraltar. 
De regreso a Inglaterra se casó, se instaló en la mansión que alquiló a Barnes y tuvo familia, pero nunca se recuperó de las heridas de guerra y murió relativamente joven, en 1714. 